# Niptodes carbonarius
Niptodes carbonarius é uma espécie de insetos coleópteros polífagos pertencente à família Anobiidae.
A autoridade científica da espécie é Rosenhauer, tendo sido descrita no ano de 1856. Trata-se de uma espécie presente no território português.